# ورزشگاه دل کونرو
 ورزشگاه دل کونرو  (به ایتالیایی: Stadio del Conero) ورزشگاهی در شهر آنکونا در کشور ایتالیا است.
بازی‌های خانگی باشگاه فوتبال آنکونا در این ورزشگاه برگزار می‌شود.